# Parque Muskauer-Muzakowski
O Parque de Muskau (em alemão: Muskauer Park; nome oficial: Fürst-Pückler-Park Bad Muskau; em polaco: Park Mużakowski) é um parque em estilo inglês de 545 hectares, sendo o mais extenso de Europa central. Está localizado na Fronteira Alemanha-Polónia, com terrenos em ambos os lados do Rio Neisse. O lado alemão esta dentro do estado federado de Saxônia, enquanto que no lado polaco esta na Voivodia da Lubúsquia. O parque está associado à cidade de Bad Muskau no lado alemão e à localidade de Łęknica no lado polaco. Em 2004, o Parque de Muskau foi declarado Patrimônio da Humanidade pela Unesco.

## História
O paisagista e criador do parque foi o príncipe Hermann von Pückler-Muskau (1785-1871), autor do influente Conselhos sobre a jardinagem de paisagem e proprietário do território de Bad Muskau desde 1811. A construção do parque se iniciou em 1815, depois de que o príncipe regressara de uma viagem a Inglaterra, onde havia visitado e estudado intensamente vários parques e jardins. Sua intenção era embelezar Bad Muskau rodeando-a, segundo suas palavras, com um «magnífico grande jardim». Com o tempo, estabeleceu uma escola internacional de tratamento da paisagem em Bad Muskau e supervisou a construção de uma extensa parte paisagística que abraçaria a cidade «de uma maneira até então nunca vista em escala tão grande». Foi ajudado por Jacob Heinrich Rehder que se converteu no primeiro superintendente do parque. Como parte do plano se realizou a construção de uma Orangerie, a remodelação do "Castelo Velho" (Altes Schloss) e a reconstrução do "Castelo Novo" (Neues Schloss) como centro composicional do parque, com veredas partindo de varias direções desde o castelo. As obras também implicaram a construção de uma capela gótica, uma cottage inglesa e várias pontes.
Em 1845, Hermann von Pückler-Muskau se viu obrigado a vender a baronia de Muskau devido as dividas que havia adquirido com a construção do parque. Depois da morte de Rehder em 1852 o proprietário, príncipe Frederico dos Países Baixos, trabalhou ao discípulo de Pückler-Muskau, Eduard Petzold, um jardineiro paisagista bem conhecido, como novo superintendente do parque para que completasse seu desenho. Petzold continuou desenvolvendo as idéias de seu mestre.
Durante a Segunda Guerra Mundial o parque ficou sem manutenção e na última ofensiva soviética para sitiar Berlim, os castelos e pontes do parque sobre o rio Neisse foram destruídos. Desde 1945, ao criar-se a nova fronteira germano-polaca na linha Oder-Neisse, uma terceira parte do parque caíram no lado polaco e os castelos no lado alemão.
Apesar do pouco interesse pelo governo da RDA pelo Parque de Muskau, por ser ser a obra de um junker, o superintendente Kurt Kurland logrou que em 1965 se lhe dera proteção estatal, logrando que se preservara seu caráter; o Velho Castelo foi reconstruído pela administração germano-oriental em 1965-1972, enquanto que o Novo Castelo e as pontes ainda estão restaurando-se. No lado polaco sucedeu o mesmo.
Em 2 de julho de 2004 a Unesco incluiu ao Parque de Muskau na lista de monumentos do Património Mundial, elogiando "a exemplar demonstração de colaboração inter-fronteiriça entre Alemanha e Polônia". Hoje em dia o parque é acessível desde ambos lados da fronteira. As pontes tem sido reconstruídas, o mesmo que nos
castelos.

## Galeria

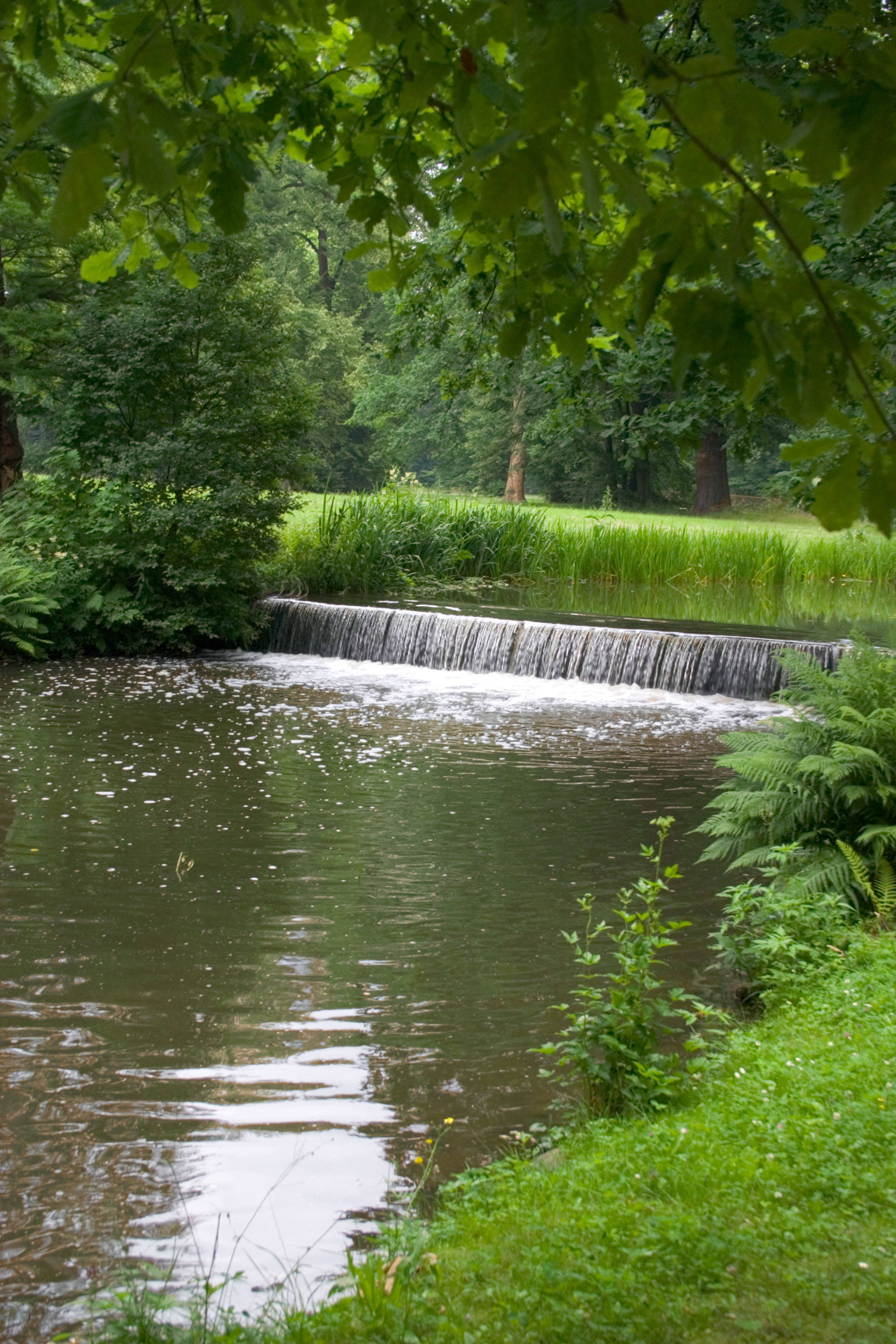
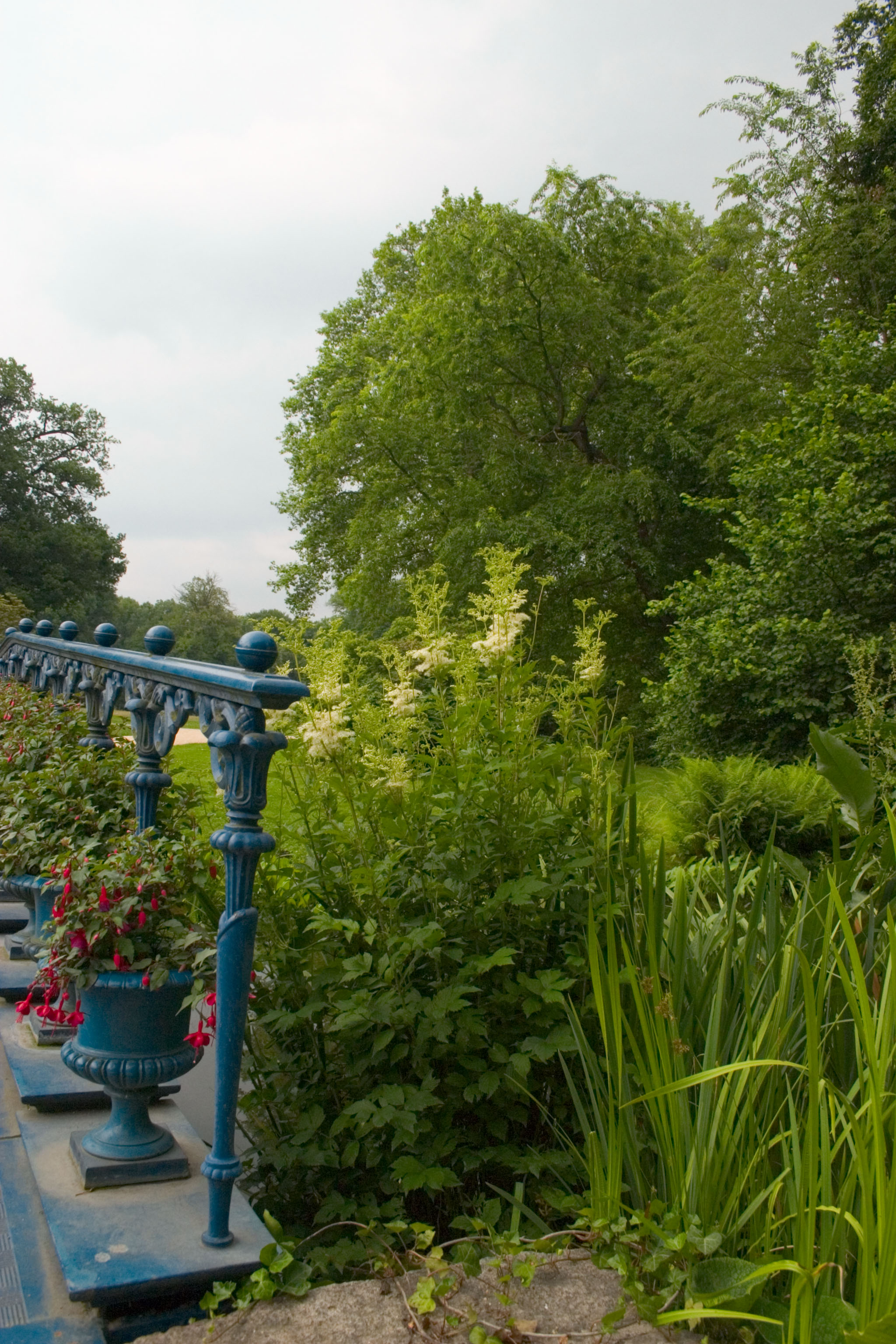
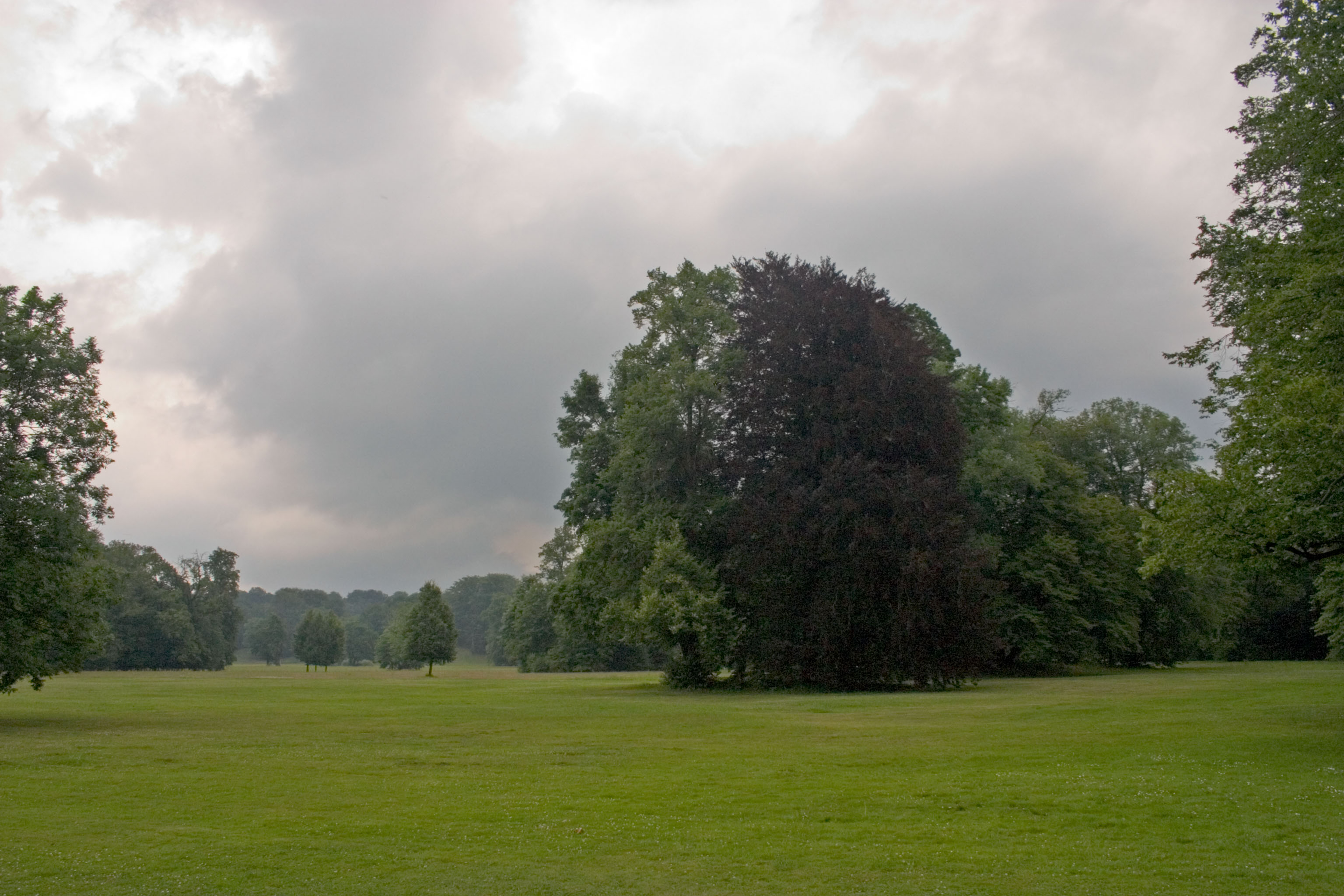
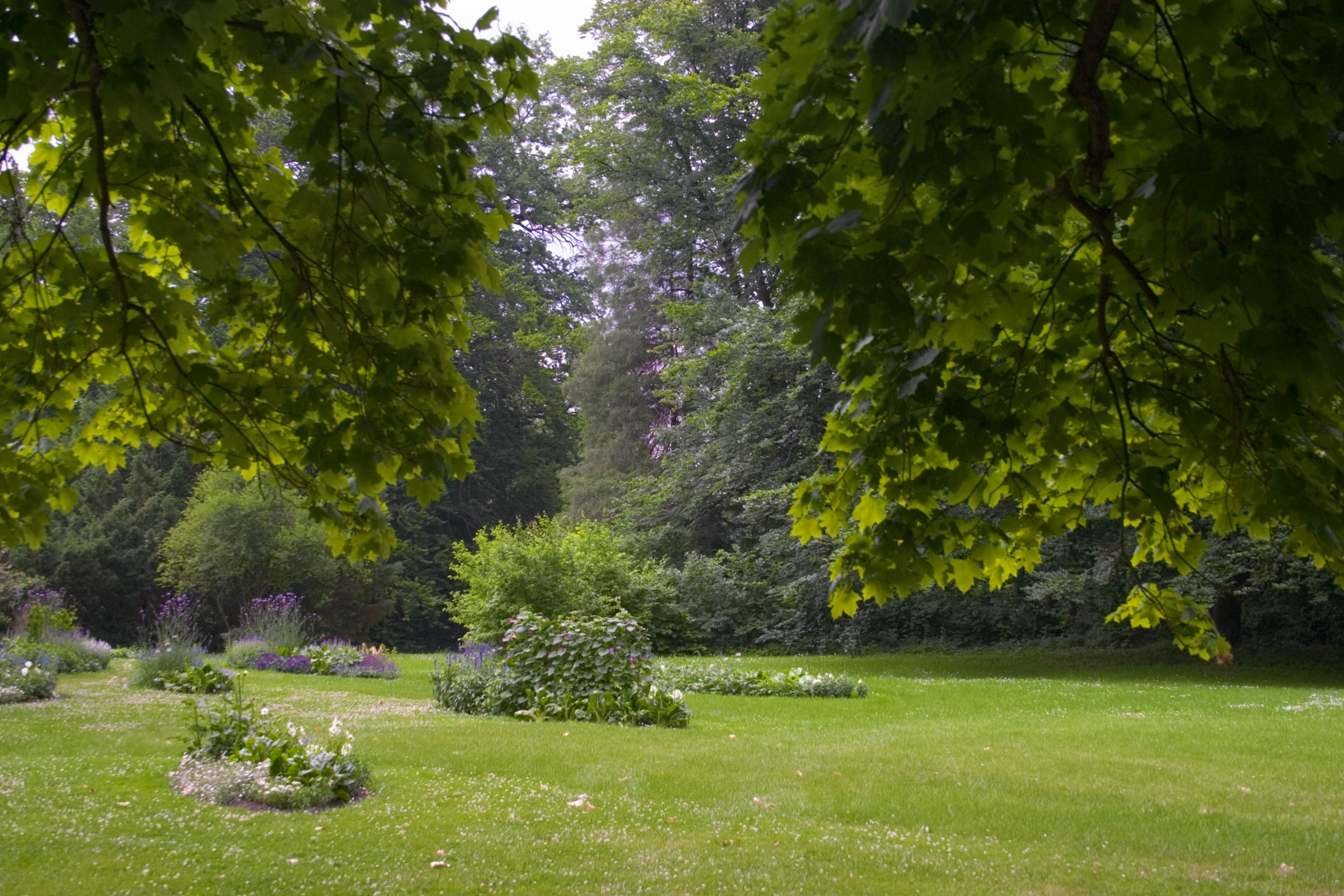

## Ligações Externas
- Página del Fürst-Pückler-Park, Bad Muskau
- Impresiones del Fürst-Pückler-Park, Bad Muskau
- Página polaca